# Hebeloma psammophilum
Hebeloma psammophilum är en svampart som beskrevs av Bon 1986. Enligt Catalogue of Life ingår Hebeloma psammophilum i släktet fränskivlingar,  och familjen Strophariaceae, men enligt Dyntaxa är tillhörigheten istället släktet fränskivlingar,  och familjen buktryfflar. Arten är reproducerande i Sverige. Inga underarter finns listade i Catalogue of Life.